# IC 2844
IC 2844 је спирална галаксија у сазвјежђу Лав која се налази на листи објеката дубоког неба у Индекс каталогу.
Деклинација објекта је + 11° 27' 12" а ректасцензија 11h 27m 58,1s. Привидна величина (магнитуда) објекта IC 2844 износи 15,0 а фотографска магнитуда 15,8.